# Martin Čakajík
Martin Čakajík, född 12 december 1979 är en slovakisk ishockeyspelare. 
För tillfället spelar Čakajík, som är försvarsspelare, i Plzeň HC, ett lag i den tjeckiska högstaligan.